# Villars-sous-Yens
Villars-sous-Yens är en ort och kommun i distriktet Morges i kantonen Vaud, Schweiz. Kommunen har 609 invånare (2023).